# انتخابات الرئاسة الإيرانية 2005
الانتخابات الرئاسية الإيرانية يونيو 2005 نتجت عن الولاية الأولى للرئيس محمود احمدي نجاد لمدة أربع سنوات بعد حصوله على 62.5 % من الأصوات. بعد انتهاء الولایة الثانیة للرئیس محمد خاتمي.

## المترشحون و النتایج

### دور الأول
1. اکبر هاشمی رفسنجانی (6,211,000 أو 21,13%) صوت
2. محمود احمدي نجاد (5,711,000 أو 19,43%) صوت
3. مهدي كروبي (5,070,000 أو 17,24%) صوت
4. محمد باقر قالیباف (4,095,000 أو 13,93%) صوت
5. مصطفی معین (4,083,000 أو 13,89%) صوت
6. علی لاریجانی (1,713,000 أو 4,38%) صوت
7. محسن مهر علیزاده (1,288,000 أو 2,75%) صوت

### دور الثاني
- محمود أحمدي نجاد (17,284,782 أو 61.82%) صوت، انتخب للرئاسة لأربع سنوات
- هاشمی رفسنجانی (10,046,701 أو 35.93%) صوت